# Jackeline Arroyo
Jacqueline Arroyo Guimaraes (Guadalajara, Jalisco, 22 de junio de 1975), mejor conocida por su nombre artístico Jackeline Arroyo, es una actriz, presentadora y modelo mexicana. Es conocida por sus apariciones en Mujer, casos de la vida real (2002-2003) y como Tomasa en la telenovela Mañana es para siempre (2008-2009). También apareció en la edición de marzo de 2012 de la revista Playboy mexicana.

## Filmografía

### Televisión
- 1996: Banda Max – Presentadora
- 1997: Salud, dinero y amor – Amante de Huicho
- 1999: Todo se vale – Presentadora
- 2000: Hasta en las mejores familias – Presentadora
- 2001: Sin pecado concebido
- 2001-2002: Salomé – Irma
- 2002-2003: Vivan los niños – Thelma
- 2002-2003: Mujer, casos de la vida real
- 2004: La Jaula – Dominga
- 2005: Contra viento y marea – Odalys #2
- 2008-2009: Mañana es para siempre – Tomasa
- 2009-2023: La rosa de Guadalupe - Varios papeles
- 2010: La cantina del Tunco Maclovich
- 2011-2018: Como dice el dicho – Rebeca / Celia Martell / Perla / Irene / Patricia